# Мюир, Эдвин
Эдвин Мюир (англ. Edwin Muir, 15 мая 1887, Дирнесс, Оркнейские острова — 3 января 1959, Кембридж) — шотландский поэт, литературный критик, переводчик.

## Биография
Сын фермера, разорившегося к началу XX века, когда семья была вынуждена переехать в Глазго (1901). Вслед за этим родители и два брата Эдвина в короткий срок умерли. Он сменил множество малоприятных занятий. Начал печататься в 1913, в 1918 выпустил первую книгу, сборник афоризмов Мы, современные. В 1919 женился на Уилле Андерсон (1890—1970), и это было, как говорил он сам, «первым счастливым событием в жизни». В 1921—1923 супруги жили в Праге, Дрездене, Италии, Вене, Зальцбурге. последствии вместе переводили с немецкого, в их переводах были изданы сочинения Кафки, Фейхтвангера, Броха, Генриха Манна, Шолома Аша и др. Всегда и везде чувствуя себя шотландцем, Мюир не принимал шотландского национализма и в этом плане противостоял Хью Мак Диармиду. В 1941 он возглавил отделение Британского Совета в Эдинбурге, в 1946 — в Праге, в 1949 — в Риме. В 1955—1956 прочитал курс Нортоновских лекций в Гарварде. Скончался в Кембридже, похоронен близ этого города в посёлке Суоффам-Прайор у церкви Святых Кирика и Иулитты. В 1965 том его избранных стихотворений собрал и издал Т. С. Элиот.

## Книги
- We Moderns: Enigmas and Guesses, London, George Allen & Unwin, 1918 (под псевдонимом Эдвард Мур)
- Latitudes, New York, B. W. Huebsch, 1924
- Первые стихотворения/ First Poems, London, Hogarth Press, 1925
- Chorus of the Newly Dead, London, Hogarth Press, 1926
- Переход, эссе о современной литературе/ Transition: Essays on Contemporary Literature, London, Hogarth Press, 1926
- The Marionette, London, Hogarth Press, 1927 (роман)
- Структура романа/ The Structure of the Novel, London, Hogarth Press, 1928
- John Knox: Portrait of a Calvinist, London, Jonathan Cape, 1929
- The Three Brothers, London, Heinemann, 1931
- Poor Tom, London, J. M. Dent & Sons, 1932
- Вариации на тему времени/ Variations on a Time Theme, London, J. M. Dent & Sons, 1934
- Путешествие в Шотландию/ Scottish Journey London, Heinemann; Victor Gollancz, 1935
- Journeys and Places, London, J. M. Dent & Sons, 1937
- The Present Age from 1914, London, Cresset Press, 1939
- The Story and the Fable: An Autobiography, London, Harrap, 1940 (автобиография)
- The Narrow Place, London, Faber, 1943
- Шотландцы и их страна/ The Scots and Their Country, London, published for the British Council by Longman, 1946
- The Voyage, and Other Poems, London, Faber, 1946
- Эссе о литературе и обществе/ Essays on Literature and Society, London, Hogarth Press, 1949
- The Labyrinth, London, Faber, 1949
- Collected Poems, 1921—1951, London, Faber, 1952
- Автобиография/ An Autobiography, London : Hogarth Press, 1954
- Prometheus, London, Faber, 1954
- Одной ногой в раю/ One Foot in Eden, New York, Grove Press, 1956
- Достояние поэзии/ The Estate of Poetry, Cambridge, Harvard UP, 1962 (Нортоновские лекции)
- Collected Poems, London and New York, Oxford University Press, 1965
- The Politics of King Lear, New York, Haskell House, 1970